# Saïd Senhaji
Pour les articles homonymes, voir Senhaji et Sanhadji.
Saïd Senhaji (en arabe : سعيد الصنهاجي) est un chanteur marocain de chaâbi, né en 1968 à Casablanca au Maroc et originaire de la province de Taounate.
Il commence sa carrière musicale très jeune, à l’âge de 14 ans. Il doit son succès à l'interprétation de Zid Dardeg Aoud Dardeg. Les paroles, thèmes et le rythme musicaux respectent la musique traditionnelle marocaine, tout en optant pour une modernisation de l'instrumentation.

## Discographie
- Pirouche ould El Abdia, Senhaji Said, Titou, Nachat el R'ma, Samia et Fouzia lehrizia, Non Stop Jarra Vol. 2, Fassifone, 2005[1]
- Senhaji Said, Senhaji Said, Fassifone, 2005[2]
- Senhaji Said, Daoudi, Saïd Lahna, Ahmed Al Boutoula, Najat Tazi et Doukkala, Jarra non stop Chayyeb, Fassifone, 2002[3]